# Liste der denkmalgeschützten Objekte in Měděnec
Grundlage dieser Liste der denkmalgeschützten Objekte in Měděnec ist die ÚSKP-Liste (Ústřední seznam kulturních památek České republiky, deutsch Zentrale Liste der Kulturdenkmäler der Tschechischen Republik), die von der tschechischen Denkmalschutzbehörde NPÚ (Národní památkový ústav, deutsch Nationale Denkmalbehörde) seit 1987 geführt wird und an die seit dem Jahr 1850 geschaffenen Listen anschließt.

## Měděnec(Kupferberg)
| Lage                                                          | Objekt                                      | Beschreibung                                                   | ÚSKP-Nr.                 | Bild                 |
| ------------------------------------------------------------- | ------------------------------------------- | -------------------------------------------------------------- | ------------------------ | -------------------- |
| Měděnec, náměstí (Standort)                                   | Kirche Mariä Geburt                         | Kirche Mariä Geburt, erbaut 1803–1814                          | 14934/5-640 Info Katalog | weitere Bilder       |
| Měděnec 11 (Standort)                                         | Rathaus                                     | Rathaus                                                        | 15163/5-642 Info Katalog | Rathaus              |
| Měděnec, náměstí (Standort)                                   | Dreifaltigkeitssäule                        | Dreifaltigkeitssäule                                           | 28982/5-641 Info Katalog | Dreifaltigkeitssäule |
| Měděnec, Široká 58 (Standort)                                 | Haus Nr. 58                                 | Bürgerhaus                                                     | 27516/5-646 Info Katalog | Haus Nr. 58          |
| Měděnec, Široká 59 (Standort)                                 | Haus Nr. 59                                 | Bürgerhaus                                                     | 20509/5-647 Info Katalog | Haus Nr. 59          |
| Měděnec, Široká 89 (früher Nr. 140) (Standort)                | Haus Nr. 89                                 | Bürgerhaus                                                     | 36547/5-645 Info Katalog | Haus Nr. 89          |
| Měděnec, Široká 115 (Standort)                                | Haus Nr. 115                                | Bürgerhaus                                                     | 34644/5-648 Info Katalog | Haus Nr. 115         |
| Měděnec, am Berg Mědník (Kupferhübel) (Standort)              | Kapelle der Unbefleckten Empfängnis Mariens | Kapelle der Unbefleckten Empfängnis der Jungfrau Maria         | 24959/5-639 Info Katalog | weitere Bilder       |
| Měděnec, nördlich des Dorfes am Südhang des Mědník (Standort) | Mariahilfstolln und Gelobt-Land-Stollen     | Zwei Bergwerksstollen: Mariahilfstolln und Gelobt-Land-Stollen | 105101 Info Katalog      | weitere Bilder       |